# Au-dessus de la ville
Au-dessus de la ville est un tableau réalisé par le peintre russe Marc Chagall en 1914-1918. Cette huile sur toile représente un couple volant au-dessus d'une ville. C'est l'un des trois tableaux, avec Double portrait au verre de vin (1917 - 1918) et La Promenade (1917 - 1918), dans lesquels Marc Chagall célèbre son union avec Bella Rosenfeld , qu'il épouse en 1915 en Russie. Elle est conservée à la galerie Tretiakov, à Moscou.